# BG Capital
BG Capital е водеща финансова компания с централа в Тбилиси, Грузия.
Основана е като Galt & Taggart Securities (2000 г.) и е преименувана на BG Capital през 2009 г. Означението BG в името представлява инициалите на латиница на нейния собственик търговската Банка на Грузия (Bank of Georgia).
BG Capital извършва услуги по инвестиционно банкиране, брокерски услуги и управление на активи.
Нейните основни операции извън Грузия са в Беларус и Украйна. Поддържа офис в Минск. Имала е дъщерна компания в Киев, съществувала от 2000 до 2011 година, влизала в тройката на лидерите на украинския инвестиционен пазар, закрита поради влошен икономически климат в страната.